# الانتخابات الرئاسية التمهيدية في الولايات المتحدة الأمريكية

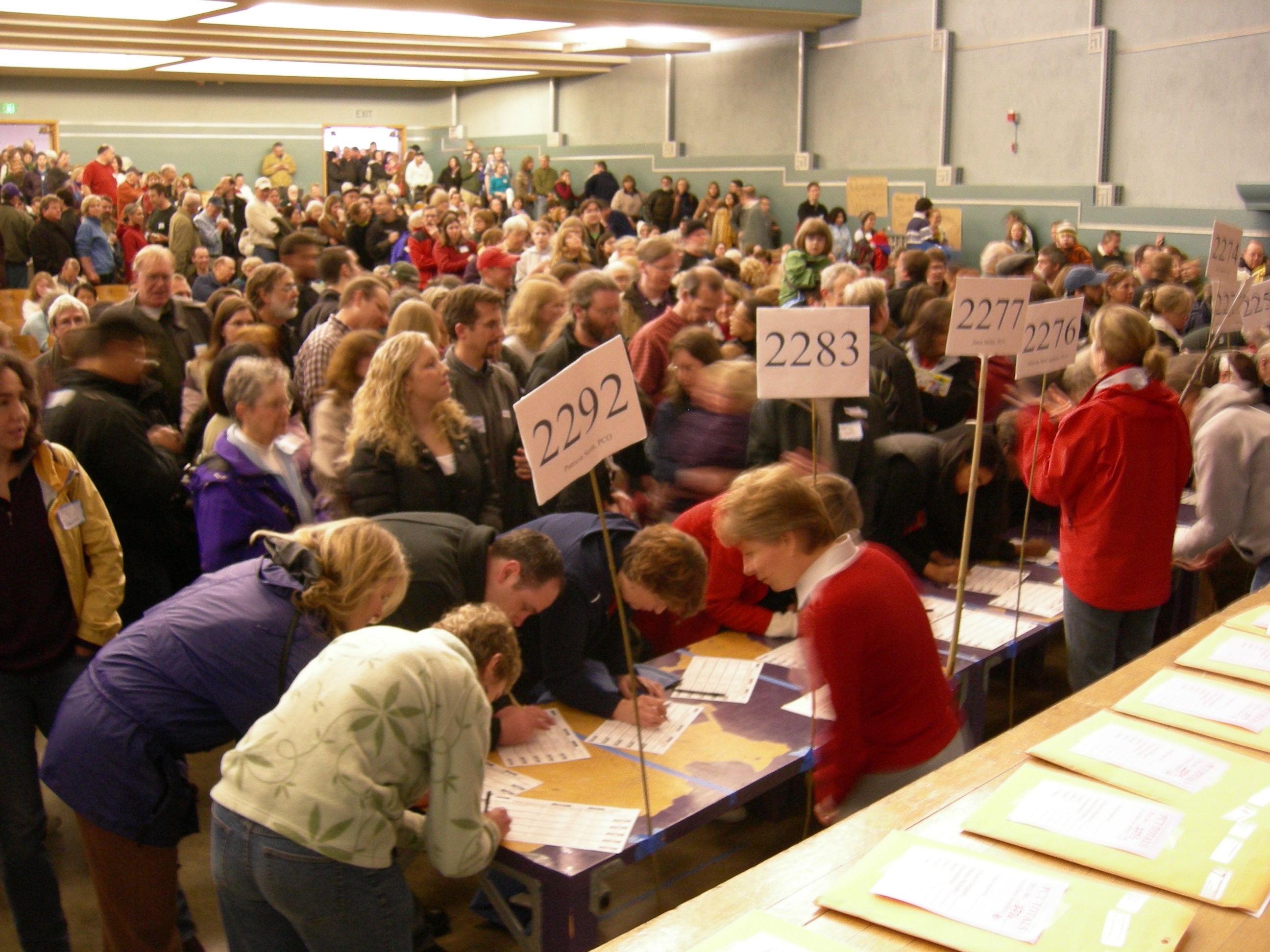

تشكل الانتخابات الرئاسية التمهيدية والمؤتمرات الحزبية الترشيحية التي تعقد في عدة ولايات، ومقاطعة كولومبيا، ومناطق الولايات المتحدة الأمريكية جزءًا من عملية ترشيح المرشحين للانتخابات الرئاسية الأمريكية. لم يحدد دستور الولايات المتحدة الأمريكية العملية قَط؛ بل طورت الأحزاب السياسية إجراءاتها الخاصة عبر الزمن. تقيم بعض الولايات انتخابات تمهيدية وحسب، وتقيم ولايات أخرى مؤتمرات حزبية ترشيحية وحسب، في حين تقيم ولايات أخرى الاثنين معًا. هذه الانتخابات التمهيدية والمؤتمرات الحزبية غير محددة، تبدأ عادةً في وقت ما من يناير أو فبراير، وتنتهي قرابة منتصف يونيو قبل الانتخابات العامة في نوفمبر. تدير الحكومات الخاصة بالولايات والحكومات المحلية الانتخابات التمهيدية، بينما المؤتمرات الحزبية مناسبات خاصة تدار مباشرةً من قبل الأحزاب السياسية بنفسها. تكون الانتخابات التمهيدية أو المؤتمرات الخاصة بولاية ما عادةً انتخابات غير مباشرة: بدل تصويت الناخبين مباشرةً لاختيار شخص ما للترشح كرئيس، فهم يحددون عدد المنتدبين الذي يتلقاه كل مؤتمر وطني من ولايتهم. يختار هؤلاء المنتدبون بعدها بدورهم مرشح حزبهم للرئاسة. كانت ولاية داكوتا الشمالية أول ولاية في الولايات المتحدة تقيم انتخاباتها الرئاسية التمهيدية، وذلك في عام 1912، عقب تطبيق أوريغون الناجح لنظامها الخاص في عام 1910.
يحدد كل حزب كم منتدبا يخصص لكل ولاية. إلى جانب هؤلاء المنتدبين «المحلفين» المختارين خلال الانتخابات التمهيدية والمؤتمرات الترشيحية الحزبية، تتضمن انتدابات الولايات لكل من المؤتمرين الديمقراطي والجمهوري أيضًا منتدبين «غير محلفين» لهم أصوات. في حالة الجمهوريين، هؤلاء المنتدبون هم أعلى ثلاثة مسؤولين في الحزب يعملون بشكل عام من كل ولاية ومنطقة. للديمقراطيين مجموعة أكثر توسعًا من المنتدبين غير المحلفين الذين يدعون «المنتدبين الفائقين»، وهم قادة الحزب والمسؤولون المنتخبون. إذا لم يؤمّن أي مرشح لنفسه أكثرية مطلقة من المنتدبين (المحلفين وغير المحلفين معًا)، يقام «المؤتمر الحزبي المفتوح»: إذ «يحرَّر» كل المنتدبون المحلفون بعد أول جولة من التصويت ويتاح لهم تغيير ولائهم لمرشح مختلف، ثم تجري جولات انتخاب إضافية حتى الحصول على رابح ذي أكثرية مطلقة.
تسمح الطبيعة الموزعة لموسم الانتخابات الرئاسية التمهيدية للمرشحين بتركيز مواردهم في كل منطقة من البلاد الواحدة تلو الأخرى بدل إجراء الحملات الانتخابية في كل الولايات بنفس الوقت. يسمح هذا في بعض الولايات ذات عدد السكان الأقل للحملات الانتخابية أن تجري على صعيد شخصي أكثر بكثير. ولكن النتائج الكلية لموسم الانتخابات التمهيدية قد لا تمثل الناخبين الأمريكيين ككل: فالناخبون في آيوا ونيوهامبشير وولايات أخرى أقل تعدادًا سكانيًّا تقيم انتخاباتها التمهيدية ومؤتمراها الحزبية عادةً في أواخر يناير/فبراير يكون لهم عادةً تأثير كبير على السباقات الانتخابية، أما الناخبون في كاليفورنيا وولايات كبيرة أخرى تقيم انتخاباتها التمهيدية عادةً في يونيو لا تكون لهم كلمة في الأمر عادةً لأن السباقات الانتخابية تكون عادةً قد انتهت بحلول ذلك الوقت. لذا تتنافس المزيد من الولايات على إقامة الانتخابات التمهيدية الأبكر، المعروفة باسم «التحميل الأمامي»، ليكون لها تأثير أكبر على العملية. استخدمت الأحزاب الوطنية عقوبات جزائية ومنحت منتدبين إضافيين في محاولة لإطالة النظام على امتداد 90 يومًا. حيثما تحدد الهيئات التشريعية تواريخ الانتخابات التمهيدية أو المؤتمرات الانتخابية الحزبية، يكون الحزب الخاسر في تلك الولايات عادةً قد تحمل عقوبات في عدد المنتدبين الذي يمكنه إرساله إلى المؤتمر الوطني.

## خلفيتها
لا توجد أحكام تخص دور الأحزاب السياسية في دستور الولايات المتحدة الأمريكية؛ بما أن الآباء المؤسسين لم يعمدوا في البداية إلى جعل السياسة الأمريكية حزبية. كتب كل من ألكساندر هاملتون وجيمس ماديسون على التتالي في الأوراق الفدرالية رقم 9 ورقم 10 تحديدًا عن أخطار الأحزاب السياسية المحلية. لذا فقد تولى المجمع الانتخابي الترشيحات والانتخابات في عامي 1789 و1792 التي اختارت جورج واشنطن. انبثقت بدايات نظام الحزبين الأمريكي آنذاك من الدائرة الضيقة من مستشاري واشنطن. انتهى الأمر بكل من هاملتون وماديسون، اللذين كتبا الأوراق الفدرالية المذكورة آنفًا، لأن يكونا القائدين الأساسيين في هذا التحزب: أصبح هاملتون قائد الحزب الفدرالي، في حين شارك ماديسون في توجيه الحزب الديمقراطي الجمهوري إلى جانب توماس جفرسون.
بدءًا من انتخابات عام 1796، تختار الأحزاب الممثلة في الكونغرس أو مؤتمر انتخابي تمهيدي لمشرعي الحزب المرشحين الرئاسيين الخاصين بالحزب. قبل 1820، كان أعضاء الكونغرس الديمقراطيون الجمهوريون يرشحون مرشحًا واحدًا من حزبهم. انهار النظام في عام 1824، ومنذ عام 1832 كانت الآلية المفضلة في الترشيح هي إقامة مؤتمر وطني.

## تاريخها
دعا الحزب المناهض للماسونية في عام 1831 لأول مؤتمر حزبي وطني للانتخابات في الولايات المتحدة الأمريكية، وذلك لأنه لم يكن يستطيع استخدام نظام المؤتمرات الترشيحية في الولايات لعدم امتلاكه أعضاء في الكونغرس. دعا قادة الحزب بدل ذلك إلى لقاء وطني للداعمين لتعيين مرشح الحزب. أقيم هذا المؤتمر في بالتيمور، ماريلاند في 26 سبتمبر 1831 واختاروا فيه وليام ويرت مرشحًا رئاسيًّا يمثلهم.
كان المنتدبون إلى المؤتمر الوطني يُختارون عادةً في مؤتمرات خاصة بالولايات يختار المنتدبين فيها مؤتمرات للمقاطعات. كان يسيطر على هذه المؤتمرات أحيانًا تبادل الاستفسارات بين القادة السياسيين الذين يتحكمون بالمنتدبين؛ كان المؤتمر الوطني بعيدًا عن الديمقراطية أو الشفافية. تطلع مصلحو العصر التقدمي إلى الانتخابات التمهيدية كوسيلة لقياس رأي الشعب بالمرشحين، بدل رأي القادة. طبقت ولاية فلوريدا أول انتخابات رئاسية تمهيدية في عام 1901. كانت الانتخابات التمهيدية المفتوحة المباشرة في وسكونسن عام 1905 أول انتخابات تمهيدية تزيل المؤتمرات الحزبية المحلية وتفرض الاختيار المباشر للمنتدبين إلى المؤتمر الوطني. في عام 1910، أصبحت أوريغون أول ولاية تفرض انتخابات تمهيدية للتفضيلات الرئاسية، والتي تتطلب من المنتدبين إلى المؤتمر الوطني دعم من يربح الانتخابات التمهيدية في المؤتمر. بحلول عام 1912، كانت 12 ولايةً إما قد اختارت المنتدبين في الانتخابات التمهيدية، أو استخدمت الانتخابات التمهيدية التفضيلية، أو فعلت كلا الأمرين. بحلول عام 1920 كان هناك 20 ولايةً ذات انتخابات تمهيدية، ولكن بعضها تراجع، وبين عامي 1936 و1968 استخدمتها 12 ولاية.
كانت أول مرة خضعت فيها الانتخابات التمهيدية لاختبار حقيقي في انتخابات عام 1912 عندما حرضت وليام هاوارد تافت، الرئيس الذي كان يشغل المنصب آنذاك، ضد متحدييه ثيودور روزفلت وروبرت لا فوليت. أثبت روزفلت أنه أكثر المرشحين شعبيةً، ولكن بما أن معظم الانتخابات التمهيدية كانت عروضًا «تفضيلية» غير ملزمة تقام فقط في أربع عشرة ولاية من الولايات الثماني والأربعين آنذاك، فقد ذهب الترشيح الجمهوري لتافت الذي كان يتحكم بالمؤتمر.
في سعي لزيادة عدد الناخبين، بسطت ولاية نيوهامبشير قوانين إتاحة الانتخاب في عام 1949. في «مسابقة الجمال» الناتجة غير الملزمة في عام 1952، استعرض دوايت أيزنهاور الجمهوري جاذبيته الواسعة للناخبين بالتفوق على منافسه ذي الحظوظ الأكبر روبرت إيه. تافت في صناديق الانتخاب، والذي كان يدعى «السيد جمهوري». كذلك فقد هزم الديمقراطي إستس كيفاوفر الرئيس -حينذاك- هاري إس. ترومان، ما أدى إلى قرار الأخير بعدم الترشح لفترة رئاسية ثانية. أصبحت انتخابات نيوهامبشير التمهيدية الأولى من نوعها في البلاد منذ ذلك الحين اختبارًا عليه تركيز كبير لمعرفة نسبة نجاح المرشحين.
كان الدافع لتبني الانتخابات التمهيدية الملزمة على الصعيد الوطني هو المؤتمر الديمقراطي الوطني لعام 1968 والذي كان فوضويًّا. أمّن هوبرت همفري نائب الرئيس الترشيح الرئاسي رغم عدم فوزه بأي انتخاب تمهيدي باسمه. بعدها أوصت هيئة مفوضة من اللجنة الوطنية الديمقراطية يقودها السيناتور جورج ماكغفرن -مفوضية ماكغفرن/فريزر- بأن تتبنى الولايات قواعد جديدة لضمان مشاركة أوسع. اختار عدد كبير من الولايات -عند اضطرارهم للخضوع إلى قواعد أكثر تفصيلًا فيما يخص اختيار المنتدبين الوطنيين- خيار الانتخابات الرئاسية التمهيدية كطريقة أسهل للخضوع للقواعد الجديدة التي فرضها الحزب الديمقراطي الوطني. كانت النتيجة اختيار العديد من المنتدبين بعدها عن طريق انتخابات رئاسية تمهيدية في الولايات. تبنى الجمهوريون أيضًا العديد من الانتخابات الرئاسية التمهيدية الإضافية. بحلول عام 1992، كان لدى الديمقراطيين انتخابات رئاسية تمهيدية في 40 ولاية ولدى الجمهوريين في 39.
مع توسع استخدام نظام الانتخابات التمهيدية، حاولت الولايات زيادة تأثيرها على عملية الترشيح. من الأساليب المتبعة لذلك إنشاء تجمعات جغرافية لتشجيع المرشحين على إمضاء وقت في منطقة ما. حاولت فيرمون وماساشوستس إقامة انتخابات تمهيدية مشتركة في نيو إنغلند في أول ثلاثاء من مارس، ولكن نيوهامبشر رفضت المشاركة لتحتفظ بمكانتها التقليدية كصاحبة أول انتخابات تمهيدية. كانت أول انتخابات تمهيدية مناطقية في الثلاثاء الكبير في الجنوب في الثامن من مارس عام 1988، وتوحدت فيه تسع ولايات على فكرة أن المرشح سيعكس مصالح المنطقة. فشلت بشكل عام ولكن اثنين من المرشحين الثمانية الكبار ربحوا على الأقل في انتخاب تمهيدي واحد في ذلك اليوم.